# 프레이밍 효과 (심리학)
프레이밍 효과는 사람들이 옵션이 긍정적인 의미 로 제시되는지 부정적인 의미로 제시되는지에 따라 옵션 사이를 결정하는 인지 편향이다. 개인은 옵션이 긍정적으로 제시될 때 위험을 회피하는 선택을 하는 경향이 있는 반면, 부정적인 옵션으로 제시될 때 손실 회피를 더 많이 선택하는 경향이 있다. 편향 연구에서 옵션은 손실 또는 이득의 확률 측면에서 제시된다. 이득과 손실은 시나리오에서 결과에 대한 설명(예: 인명 손실 또는 구조, 환자 치료 여부, 금전적 이익 또는 손실)으로 정의된다.
전망 이론 에서는 손실이 이득보다 더 중요하고, 확실한 이득( 확실성 효과 및 의사 확실성 효과 )이 확률적 이득보다 선호되며, 확률적 손실이 확실한 손실보다 선호된다고 가정한다. 프레이밍 효과의 위험 중 하나는 사람들에게 종종 두 프레임 중 하나만의 맥락 내에서 옵션이 제공된다는 것이다.
이 개념은 사회 운동 내에서 프레임 분석에 대한 이해를 발전시키는 데 도움이 되며, 여론 조사를 의뢰한 조직에 유익한 반응을 장려하기 위해 구성된 정치적 여론 조사 에서 스핀이 큰 역할을 하는 정치적 의견 형성에도 도움이 된다. 이 기술을 사용하면 정치 여론조사 자체에 대한 신뢰가 떨어지게 된다는 주장이 제기되었다. 사람들에게 신뢰할 수 있는 정보가 충분히 제공되면 그 효과는 감소하거나 심지어 제거된다.

## 연구
Amos Tversky 와 Daniel Kahneman은 1981년 가상의 삶과 죽음의 상황에서 다양한 표현이 선택에 대한 참가자의 반응에 어떤 영향을 미쳤는지 조사해보았다.
참가자들은 치명적인 질병에 걸린 600명을 대상으로 두 가지 치료법 중 하나를 선택하라는 요청을 받았으며 치료법 A에서는 400명의 사망자가 발생할 것으로 예측된 반면, 치료법 B에서는 아무도 죽지 않을 확률이 33%, 모두가 죽을 확률은 66%로 예측됐다. 그런 다음 긍정적인 프레이밍(얼마나 많은 사람이 살 것인지) 부정적인 프레이밍(얼마나 많은 사람이 죽을 것인지)를 참가자에게 제시했다.
| 프레이밍 | 치료 A                  | 치료 B                                                        |
| -------- | ----------------------- | ------------------------------------------------------------- |
| 긍정적인 | "200명의 생명을 구했다" | "600명을 모두 구할 확률은 33%, 아무도 구하지 못할 확률은 66%" |
| 부정적인 | "400명이 죽을 것이다"   | "아무도 죽지 않을 확률은 33%, 600명이 모두 죽을 확률은 66%."  |

긍정적인 프레임("200명의 생명을 구한다")이 제시되었을 때 참가자의 72%가 치료법 A를 선택했고, 동일한 선택이 부정적인 프레임("400명이 죽을 것이다")이 제시되었을 때는 22%가 선택했다.
최근 코로나19 팬데믹 상황에서 프레이밍 효과에 대한 연구가 진행되었다. 연구원들은 코로나19시기에서의 연구를 통해 일반적인 상황보다 프레이밍 효과가 더 크다는 사실을 발견했다. 이는 개인이 팬데믹 기간 동안 옵션이 제시되는 방식에 더 많은 영향을 받는다는 것을 나타내며 프레이밍 효과와 인지된 스트레스 및 코로나바이러스 관련 우려 사이에는 긍정적인 연관성이 있었으며, 이는 이러한 요인이 의사결정에 영향을 미친다는 것을 나타냈다. 그러나 위험 회피와는 관련이 없는 것으로 밝혀졌다.
이 효과는 다른 상황에서도 나타났다.
- 지연 등록에 대한 벌금이 강조되었을 때 박사 과정 학생의 93%가 조기 등록을 했으나, 조기 등록 할인을 제시할 때는 67%만이 조기 등록을 했다.[7]
- '민주주의에 대한 공개적인 비난'을 허용하는 데에는 62%의 사람들이 동의하지 않았지만, '민주주의에 대한 공개적인 비난을 금지하는 것'이 옳다는 데에는 46%만이 동의했다.[8]
- 실업률을 강조할 때보다 고용률을 강조하면 경제정책을 지지하는 사람이 더 많아진다.[5]
- 재판 전 구금은 피고인의 유죄 인정 협상 의지를 증가시킬 수 있다고 주장되어 왔다. 왜냐하면 자유보다는 투옥이 그의 기준이 될 것이고, 유죄 인정은 하나의 사건이 아닌 그의 조기 석방을 야기하는 사건으로 간주될 것이기 때문이다. 그러면 그를 감옥에 가두게 될 것이다.[9]

### 확장성 위반
논리학에서 확장성은 "이 공식 중 하나를 포함하는 문장에서 상호 대체 가능한 salva veritate가 되기 위해 모든 진리 할당 하에서 동일한 진리 값을 갖는 두 공식"을 요구한다. 간단히 말해서 동일한 외부 속성을 가진 객체는 동일하며 의사결정에 적용되는 이 원칙은 문제에 대한 결정이 문제가 설명되는 방식에 영향을 받아서는 안 된다는 것이다. 예를 들어, 확장성 원칙으로 인해 동일한 결정 문제에 대한 다양한 설명이 다른 결정을 초래해서는 안되며 설명된 대로 관련 없는 정보를 기반으로 판단이 내려지면 이는 확장성 위반이다. 확장성 위반을 해결하려면 문제에 대한 다양한 설명이 어떻게 의사 결정에 의도치 않게 영향을 미칠 수 있는지에 대한 인식을 키우고 결과적으로 이러한 편차를 완화하기 위한 전략을 개발하는 것이 필요하다. 그렇게 함으로써 의사결정자는 선택의 복잡성을 탐색하는 지침으로 확장성 원칙을 유지하고 문제의 설명보다는 문제의 고유한 속성에 더 부합하는 결정에 초점을 맞추는 것을 목표로 할 수 있다.

## 발달 요인
프레이밍 효과는 의사 결정에서 가장 큰 편향 중 하나로 일관되게 나타났다. 일반적으로 프레이밍 효과에 대한 민감성은 나이가 들수록 증가한다. 건강 관리 및 재정적 결정을 고려할 때 연령 차이 요인이 특히 중요하며 프레이밍에 대한 민감성은 노인들이 정보를 인지하고 그에 따라 반응하는 방식에 영향을 미칠 수 있기 때문에 잠재적으로 지속적인 결과를 초래할 수 있는 덜 최적의 선택으로 이어질 수 있다. 예를 들어 결정이 웰빙에 큰 영향을 미치는 의료 분야에서는 프레이밍 효과가 의료 정보가 제공되는 방식에 따라 노인들을 특정 치료 옵션으로 이끌거나 반대하게 만들 수 있다. 마찬가지로, 재정적 의사결정에서 은퇴 계획이나 투자 위험의 구성은 개인의 선택에 중대한 영향을 미칠 수 있으며 잠재적으로 재정적 안정과 삶의 후반 단계에 영향을 미칠 수 있다.
그런데 외국어(비모국어)로 접하면 프레이밍 효과가 사라지는 것 같다는 주장도 있다. :246 이러한 주장에 대한 근거로는 비모국어가 모국어보다 더 큰 인지적, 정서적 거리를 제공한다는 것이다. 여기서의 인지적, 정서적 거리라 함은 다음과 같다. 외국어는 모국어보다 덜 자동적으로 처리되며 이는 더 많은 사고 과정으로 이어지게 되고 결국 이는 의사 결정에 영향을 미쳐 결과적으로 보다 체계적인 결정을 내린다는 것이다.

### 어린 시절과 청소년기
의사결정에 있어서 프레이밍 효과는 어린이가 나이가 들수록 더욱 강해진다. 이는 부분적으로 나이가 들수록 질적 추론의 성숙도가 증가하기 때문이다. 미취학 아동은 결과의 확률과 같은 정량적 특성을 기반으로 결정을 내릴 가능성이 더 높지만, 초등학생과 청소년은 질적으로 추론할 가능성이 점차 높아져 손실 프레임에서는 확실한 옵션을 선택하고 손실 프레임에서는 위험한 옵션을 선택하는 것처럼 말이다. 여기서 질적 사고의 증가는 평생 동안 발생하는 "요점 기반" 사고의 증가와 관련이 있다.
그러나 질적 추론과 이에 따른 프레이밍 효과에 대한 민감성은 청소년에서 성인만큼 강력하지 않으며 청소년은 이득과 손실 프레임 모두에서 위험한 옵션을 선택할 가능성이 성인보다 더 높은 것도 사실이다. 위험한 선택을 하는 청소년 경향에 대한 한 가지 설명은 부정적인 결과를 초래하는 실제 경험이 부족하여 위험과 이점에 대한 의식적인 평가에 과도하게 의존하고 특정 정보와 세부 사항 또는 정량적 분석에 초점을 맞추며 이는 프레이밍 효과의 영향을 줄이고 주어진 시나리오의 프레임 전반에 걸쳐 일관성을 향상시킨다. 10~12세 어린이는 위험을 감수하고 프레이밍 효과를 보일 가능성이 더 높았으며, 어린 어린이는 제시된 두 옵션 간의 양적 차이만 고려했다.

### 청년기
젊은 성인은 손실 프레임 시험이 제시될 때 노년층보다 위험 감수에 더 많이 선택할 가능성이 높다. 이는 연령과 의사결정 경향 사이의 복잡한 상호작용을 강조하는 주목할만한 현상이다.
학부생을 대상으로 한 여러 연구에서 연구자들은 학생들이 긍정적으로 구성된 옵션을 더 선호한다는 사실을 발견했다. 이는 참신함을 추구하는 성향, 결과에 대한 보다 낙관적인 전망, 심지어 젊음에 내재된 위험에 대한 감소된 혐오감과 같은 다양한 요인에 기인하기도 한다. 예를 들어, 그들은 지방 25%가 아닌 75% 살코기로 표시된 고기를 즐기거나, 실패 위험 5% 대신 95% 효과적이라고 광고되는 콘돔을 사용할 가능성이 더 높다.
특히, 청년들은 정답이 없고 개인이 어떤 정보가 적절하다고 생각하는지 임의로 결정해야 하는 불분명한 문제에 직면할 때 프레이밍 효과에 취약하다. 예를 들어, 학부생들은 물건 자체를 잃어버린 후보다 물건 가격에 해당하는 금액을 잃어버린 후에 영화 표와 같은 물건을 구매할 의향이 더 높으며 이러한 민감성은 의사결정의 맥락에서 심리적 요인을 고려하는 것의 중요성을 강조한다. 이러한 취약성을 인식하면 의사결정자가 명확한 답변이 없는 의사결정을 내릴 때 인지적 편향을 인식하여 더 많은 정보를 바탕으로 접근할 수 있어야 한다는 점을 강조한다.

### 노년기
프레이밍 효과는 젊은 성인이나 청소년보다 노년층에서 더 크다고 주장된다. 이 주장은 강화된 부정 편향 의 결과일 수 있지만 일부 출처에서는 부정 편향이 실제로 나이가 들수록 감소한다고 말한다.
또 다른 가능한 원인은 노인들이 이용할 수 있는 인지적 자원이 적고 결정에 직면했을 때 덜 인지적으로 요구되는 전략을 기본으로 수행할 가능성이 더 높다는 것이다. 그들은 정보가 문제의 결정을 내리는 데 관련이 있는지 여부에 관계없이 쉽게 접근할 수 있는 정보나 프레임에 의존하는 경향이 있으며 여러 연구에 따르면 젊은 성인은 사건 패턴의 해석에 기초하여 선택을 하고 작업 기억 기술과 같은 인지 자원이 필요한 의사 결정 전략을 더 잘 사용할 수 있기 때문에 노인보다 편향된 결정을 덜 내릴 것으로 나타났다. 반면 노인들은 이득과 손실에 대한 즉각적인 반응을 바탕으로 선택을 한다.
의사 결정 전략의 유연성과 같은 노인의 인지 자원 부족으로 인해 노인은 젊은 성인이나 청소년보다 정서적 프레임의 영향을 더 많이 받을 수 있다. 또한, 개인은 나이가 들수록 젊은 사람보다 더 빨리 결정을 내린다. 여기서 중요한 것은 노인들은 메시지를 받을 때 기존의 선택을 재평가하여 덜 편향된 결정을 내리는 경우가 많다는 것이다.
노인들 사이에서 프레이밍 효과의 증가는 특히 의학적 맥락에서 중요한 의미를 가진다. 노인은 관련 없는 세부 사항을 포함하거나 배제하는 데 큰 영향을 받는다는 것이다. 다시 말해 옵션 간의 질적 차이보다는 의사가 두 옵션을 구성하는 방식에 따라 심각한 의학적 결정을 내릴 가능성이 높기 때문에 노인은 부적절한 선택을 하게 된다.
암 치료를 고려할 때 프레이밍은 노인의 초점을 각각 부정적 프레임과 긍정적 프레임 아래 단기 생존에서 장기 생존으로 전환할 수 있다. 긍정적, 부정적 또는 중립적 용어로 설명된 치료 설명이 제공될 때 노인은 중립적 또는 부정적으로 설명될 때 동일한 치료에 동의할 가능성보다 긍정적으로 설명될 때 치료에 동의할 가능성이 훨씬 더 높다. 또한 프레이밍은 종종 선택의 불일치로 이어지기도 한다. 초기 선택이 이루어진 후 설명 품질이 변경되면 노인이 대체 옵션을 선호하여 초기 결정을 취소할 수 있기 때문이다. 노인들은 또한 부정적 프레임의 진술보다 긍정적 프레임의 진술을 더 정확하게 기억하며, 이는 건강 관리 문제에 대한 노인의 회상을 평가함으로써 입증되었다.

## 같이 보기
- 선택설계
- 전망 이론
- 현상 유지 편향

## 추가 읽기
- Kühberger, Anton; Tanner, Carmen (2010). “Risky choice framing: Task versions and a comparison of prospect theory and fuzzy-trace theory”. 《Journal of Behavioral Decision Making》 23 (3): 314–29. doi:10.1002/bdm.656.